# Yffel

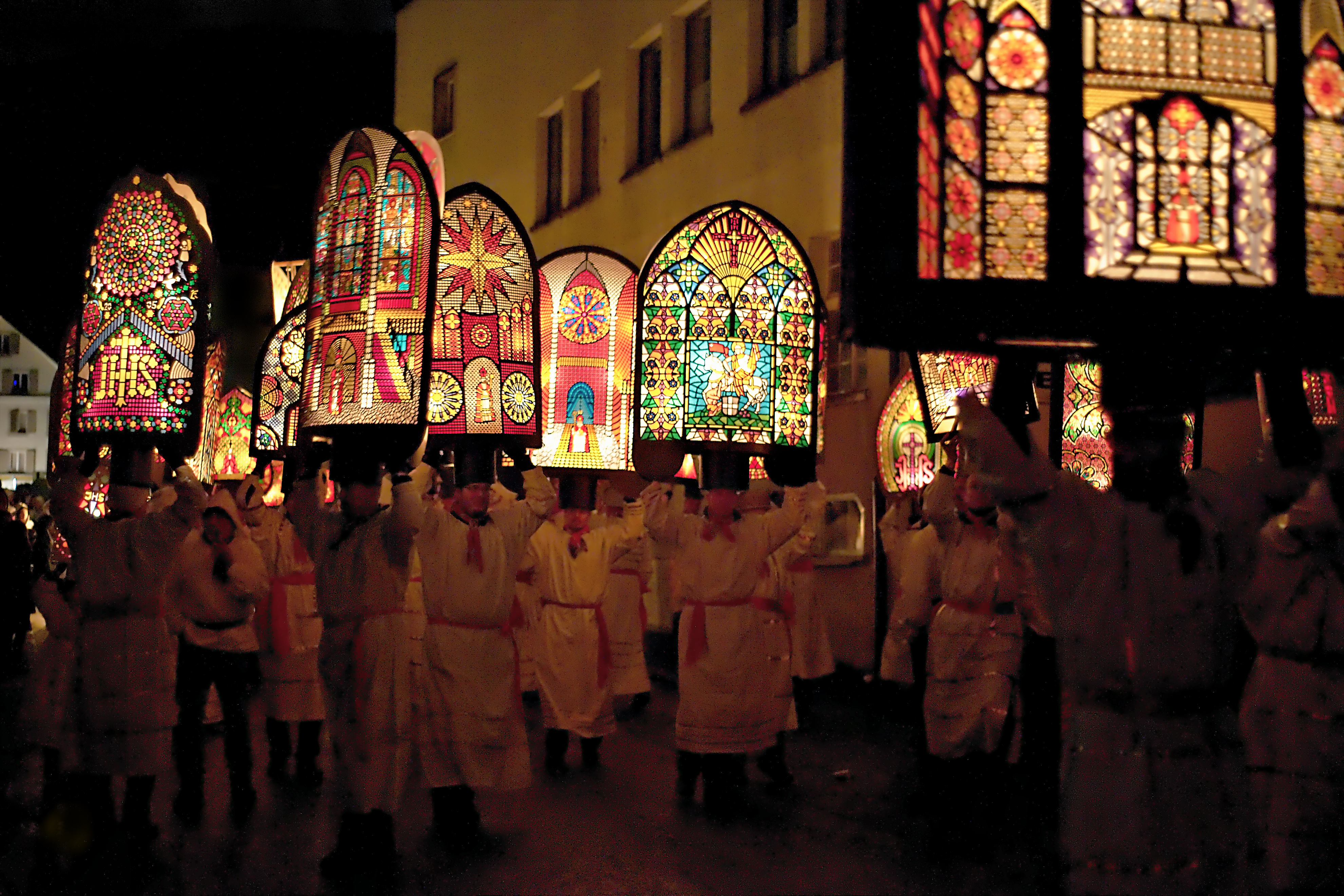
Iffelen am Klausumzug in Küssnacht 2011

Die bzw. der Yffel bzw. Iffel oder Inful ist in der Schweiz eine Kopflaterne in der Form eines erleuchteten übergrossen Bischofsmütze (Mitra bzw. Inful). Die Laterne ist aus leichten Materialien (Balsaholz oder Karton) gefertigt, mit farbigem Transparentpapier bespannt und mit Motiven verziert.  
Die Yffeln bzw. Iffelen werden an Umzügen zu Ehren des Nikolaus von Myra (Chlauseinzug, Klausjagen, Kirchenauszug) um den 6. Dezember (Nikolaustag) Ende November und Anfang Dezember getragen.
Bekannt ist vor allem das Klausjagen in Küssnacht. Die ursprünglich innerschweizerische Tradition mit dem sorgfältigen Schreiten der Träger und den sanft leuchtenden Yffeln wird heute auch in anderen Landesteilen gepflegt. So wird der Brauch des Santichlaus-Ylüte (Nikolaus-Einläuten) beispielsweise auch in Liestal am Leben erhalten.  

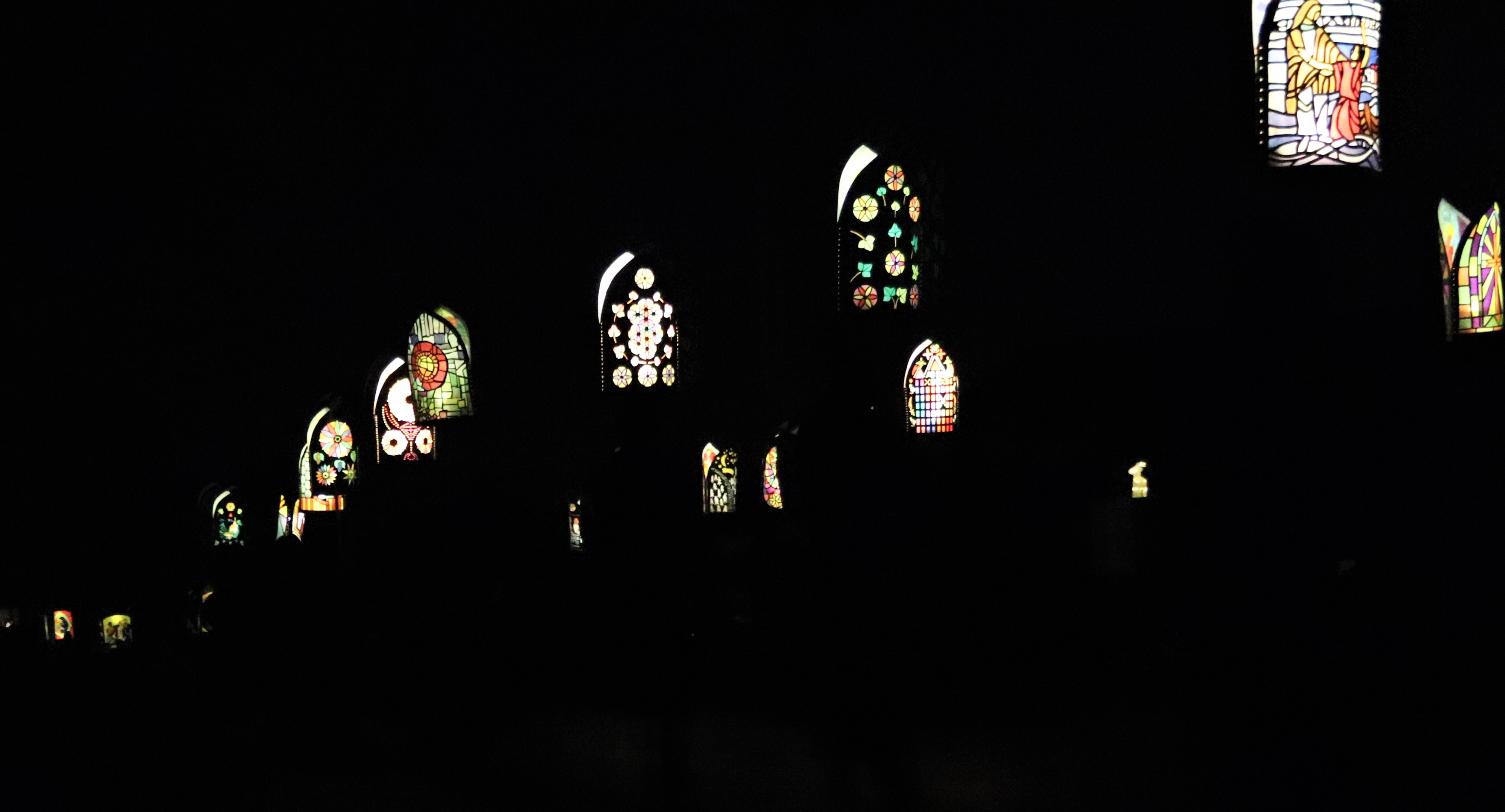
Leuchtende Yffeln der Zuger St. Niklausgesellschaft beim «Chlauseinzug»

Das Törli (Türchen) ist eines der beliebtesten Motive. Aber auch Heiligenabbildungen und bunte Muster sind weit verbreitet.